# Zus et Zo
Pour plus de détails, voir Fiche technique et Distribution.
Zus et Zo (Zus en Zo) est un film néerlandais réalisé par Paula van der Oest, sorti en 2001. Le film fut nommé à l'Oscar du meilleur film en langue étrangère.

## Synopsis
À l'approche du mariage de Nino avec une femme, malgré le fait qu'il préfère les hommes, ce mariage lui permettant de s'approprier le domaine familial au bord de la mer. Ses trois sœurs vont tout faire pour annuler la cérémonie La fiancée ne se doute de rien.

## Fiche technique
- Titre : Zus et Zo
- Titre original : Zus en Zo
- Réalisation : Paula van der Oest
- Scénario : Paula van der Oest
- Production : Jacqueline de Goeij
- Musique : Fons Merkies
- Pays d'origine :  Pays-Bas
- Genre : comédie romantique
- Durée : 106 minutes
- Date de sortie :  2001

## Distribution
- Sylvia Poorta : Michelle
- Anneke Blok : Wanda
- Monic Hendrickx : Sonja
- Jacob Derwig : Nino
- Halina Reijn : Bo Mendes
- Bert Geurkink : Ton